# Stolonica malayanus
Stolonica malayanus är en sjöpungsart som först beskrevs av Sluiter 1915.  Stolonica malayanus ingår i släktet Stolonica och familjen Styelidae. Inga underarter finns listade i Catalogue of Life.